# Francesc Girón de Rebolledo
Francesc Girón de Rebolledo (Barcelona, segle xvi - Catalunya, segle xvi), va ser governador i capità general de Menorca entre els anys 1536 i 1555.
Francesc pertanyia a una noble família que, malgrat la seva procedència aragonesa, estava present a la vida política catalana des dels temps de Joan II d'Aragó.
Francesc, malgrat l'origen aragonès del seu llinatge, era cavaller de l'Orde de Sant Jaume, i governà Menorca des de 1536 durant gairebé vint anys. Era capità d'infanteria a Mesina, des d'on es dirigí cap a Menorca el 1536 per ordre directe de Carles I per a far-se carrèc del govern uns mesos després de l'atac de Khair ed-Din Barba-rossa contra Maó. El 10 de juny de 1536 Francesc va escriure a Carles I per a informar-li que havia arribat a Maó amb part dels seus soldats, i en deu dies havia refet i fortificat la murada, que havia estat batuda per Barba-rossa. Ell va ser suspès del seu càrrec l'agost del 1555.